# Grootoogspeldenknopje
Het grootoogspeldenknopje (Zabrachia tenella) is een vliegensoort uit de familie van de wapenvliegen (Stratiomyidae). De wetenschappelijke naam van de soort is voor het eerst geldig gepubliceerd in 1866 door Jaennicke.